# Fernando Alvarado Tezozómoc
Fernando de Alvarado Tezozómoc or Hernando (fl. XVI secolo) è stato un nobile coloniale Nahua.
Fu uno dei figli di Diego de Alvarado Huanitzin (governatore di Tenochtitlán) e di Francisca de Montezuma (figlia di Montezuma), e fu interprete per conto della Reale Audiencia. Oggi è noto per aver scritto il Crónica Mexicayotl, in lingua nahuatl, ovvero la storia degli aztechi negli ultimi decenni prima dell'arrivo degli spagnoli. 

## Genealogia
|                            |                            |                            |                            |                                                               |                                                               | Huehue Tezozomoctli                                           | Huehue Tezozomoctli                                           | Huehue Tezozomoctli                                           | Huehue Tezozomoctli                                           | Huehue Tezozomoctli          | Huehue Tezozomoctli          |                   |                   |                                    |  |  |  | Chimalpilli I Re di Ecatepec | Chimalpilli I Re di Ecatepec | Chimalpilli I Re di Ecatepec | Chimalpilli I Re di Ecatepec | Chimalpilli I Re di Ecatepec | Chimalpilli I Re di Ecatepec |                              |                              |                             |                             |                                    |                                    |                                    |                                    |                                    |                                    |  |  |  |  |  |  |  |  |  |  |  |  |
|                            |                            |                            |                            |                                                               |                                                               | Huehue Tezozomoctli                                           | Huehue Tezozomoctli                                           | Huehue Tezozomoctli                                           | Huehue Tezozomoctli                                           | Huehue Tezozomoctli          | Huehue Tezozomoctli          |                   |                   |                                    |  |  |  | Chimalpilli I Re di Ecatepec | Chimalpilli I Re di Ecatepec | Chimalpilli I Re di Ecatepec | Chimalpilli I Re di Ecatepec | Chimalpilli I Re di Ecatepec | Chimalpilli I Re di Ecatepec |                              |                              |                             |                             |                                    |                                    |                                    |                                    |                                    |                                    |  |  |  |  |  |  |  |  |  |  |  |  |
|                            |                            |                            |                            |                                                               |                                                               | Axayacatl Re di Tenochtitlán                                  | Axayacatl Re di Tenochtitlán                                  | Axayacatl Re di Tenochtitlán                                  | Axayacatl Re di Tenochtitlán                                  | Axayacatl Re di Tenochtitlán | Axayacatl Re di Tenochtitlán |                   |                   |                                    |  |  |  | Matlaccoatzin Re di Ecatepec | Matlaccoatzin Re di Ecatepec | Matlaccoatzin Re di Ecatepec | Matlaccoatzin Re di Ecatepec | Matlaccoatzin Re di Ecatepec | Matlaccoatzin Re di Ecatepec |                              |                              |                             |                             |                                    |                                    |                                    |                                    |                                    |                                    |  |  |  |  |  |  |  |  |  |  |  |  |
|                            |                            |                            |                            |                                                               |                                                               | Axayacatl Re di Tenochtitlán                                  | Axayacatl Re di Tenochtitlán                                  | Axayacatl Re di Tenochtitlán                                  | Axayacatl Re di Tenochtitlán                                  | Axayacatl Re di Tenochtitlán | Axayacatl Re di Tenochtitlán |                   |                   |                                    |  |  |  | Matlaccoatzin Re di Ecatepec | Matlaccoatzin Re di Ecatepec | Matlaccoatzin Re di Ecatepec | Matlaccoatzin Re di Ecatepec | Matlaccoatzin Re di Ecatepec | Matlaccoatzin Re di Ecatepec |                              |                              |                             |                             |                                    |                                    |                                    |                                    |                                    |                                    |  |  |  |  |  |  |  |  |  |  |  |  |
|                            |                            |                            |                            |                                                               |                                                               |                                                               |                                                               |                                                               |                                                               |                              |                              |                   |                   |                                    |  |  |  |                              |                              |                              |                              |                              |                              |                              |                              |                             |                             |                                    |                                    |                                    |                                    |                                    |                                    |  |  |  |  |  |  |  |  |  |  |  |  |
|                            |                            |                            |                            |                                                               |                                                               |                                                               |                                                               |                                                               |                                                               |                              |                              |                   |                   |                                    |  |  |  |                              |                              |                              |                              |                              |                              |                              |                              |                             |                             |                                    |                                    |                                    |                                    |                                    |                                    |  |  |  |  |  |  |  |  |  |  |  |  |
|                            |                            |                            |                            |                                                               |                                                               |                                                               |                                                               |                                                               |                                                               |                              |                              |                   |                   |                                    |  |  |  |                              |                              |                              |                              |                              |                              |                              |                              |                             |                             |                                    |                                    |                                    |                                    |                                    |                                    |  |  |  |  |  |  |  |  |  |  |  |  |
| Tezozomoctli Acolnahuacatl | Tezozomoctli Acolnahuacatl | Tezozomoctli Acolnahuacatl | Tezozomoctli Acolnahuacatl | Tezozomoctli Acolnahuacatl                                    | Tezozomoctli Acolnahuacatl                                    |                                                               |                                                               | Tlacuilolxochtzin                                             | Tlacuilolxochtzin                                             | Tlacuilolxochtzin            | Tlacuilolxochtzin            | Tlacuilolxochtzin | Tlacuilolxochtzin |                                    |  |  |  |                              |                              | Montezuma Re di Tenochtitlan | Montezuma Re di Tenochtitlan | Montezuma Re di Tenochtitlan | Montezuma Re di Tenochtitlan | Montezuma Re di Tenochtitlan | Montezuma Re di Tenochtitlan |                             |                             | Tlapalizquixochtzin Re di Ecatepec | Tlapalizquixochtzin Re di Ecatepec | Tlapalizquixochtzin Re di Ecatepec | Tlapalizquixochtzin Re di Ecatepec | Tlapalizquixochtzin Re di Ecatepec | Tlapalizquixochtzin Re di Ecatepec |  |  |  |  |  |  |  |  |  |  |  |  |
| Tezozomoctli Acolnahuacatl | Tezozomoctli Acolnahuacatl | Tezozomoctli Acolnahuacatl | Tezozomoctli Acolnahuacatl | Tezozomoctli Acolnahuacatl                                    | Tezozomoctli Acolnahuacatl                                    |                                                               |                                                               | Tlacuilolxochtzin                                             | Tlacuilolxochtzin                                             | Tlacuilolxochtzin            | Tlacuilolxochtzin            | Tlacuilolxochtzin | Tlacuilolxochtzin |                                    |  |  |  |                              |                              | Montezuma Re di Tenochtitlan | Montezuma Re di Tenochtitlan | Montezuma Re di Tenochtitlan | Montezuma Re di Tenochtitlan | Montezuma Re di Tenochtitlan | Montezuma Re di Tenochtitlan |                             |                             | Tlapalizquixochtzin Re di Ecatepec | Tlapalizquixochtzin Re di Ecatepec | Tlapalizquixochtzin Re di Ecatepec | Tlapalizquixochtzin Re di Ecatepec | Tlapalizquixochtzin Re di Ecatepec | Tlapalizquixochtzin Re di Ecatepec |  |  |  |  |  |  |  |  |  |  |  |  |
|                            |                            |                            |                            |                                                               |                                                               |                                                               |                                                               |                                                               |                                                               |                              |                              |                   |                   |                                    |  |  |  |                              |                              |                              |                              |                              |                              |                              |                              |                             |                             |                                    |                                    |                                    |                                    |                                    |                                    |  |  |  |  |  |  |  |  |  |  |  |  |
|                            |                            |                            |                            | Don Diego de Alvarado Huanitzin Re di Ecatepec e Tenochtitlan | Don Diego de Alvarado Huanitzin Re di Ecatepec e Tenochtitlan | Don Diego de Alvarado Huanitzin Re di Ecatepec e Tenochtitlan | Don Diego de Alvarado Huanitzin Re di Ecatepec e Tenochtitlan | Don Diego de Alvarado Huanitzin Re di Ecatepec e Tenochtitlan | Don Diego de Alvarado Huanitzin Re di Ecatepec e Tenochtitlan |                              |                              |                   |                   |                                    |  |  |  |                              |                              |                              |                              |                              |                              | Doña Francisca de Montezuma  | Doña Francisca de Montezuma  | Doña Francisca de Montezuma | Doña Francisca de Montezuma | Doña Francisca de Montezuma        | Doña Francisca de Montezuma        |                                    |                                    |                                    |                                    |  |  |  |  |  |  |  |  |  |  |  |  |
|                            |                            |                            |                            | Don Diego de Alvarado Huanitzin Re di Ecatepec e Tenochtitlan | Don Diego de Alvarado Huanitzin Re di Ecatepec e Tenochtitlan | Don Diego de Alvarado Huanitzin Re di Ecatepec e Tenochtitlan | Don Diego de Alvarado Huanitzin Re di Ecatepec e Tenochtitlan | Don Diego de Alvarado Huanitzin Re di Ecatepec e Tenochtitlan | Don Diego de Alvarado Huanitzin Re di Ecatepec e Tenochtitlan |                              |                              |                   |                   |                                    |  |  |  |                              |                              |                              |                              |                              |                              | Doña Francisca de Montezuma  | Doña Francisca de Montezuma  | Doña Francisca de Montezuma | Doña Francisca de Montezuma | Doña Francisca de Montezuma        | Doña Francisca de Montezuma        |                                    |                                    |                                    |                                    |  |  |  |  |  |  |  |  |  |  |  |  |
|                            |                            |                            |                            |                                                               |                                                               |                                                               |                                                               |                                                               |                                                               |                              |                              |                   |                   |                                    |  |  |  |                              |                              |                              |                              |                              |                              |                              |                              |                             |                             |                                    |                                    |                                    |                                    |                                    |                                    |  |  |  |  |  |  |  |  |  |  |  |  |
|                            |                            |                            |                            |                                                               |                                                               |                                                               |                                                               |                                                               |                                                               |                              |                              |                   |                   | Don Hernando de Alvarado Tezozomoc |  |  |  |                              |                              |                              |                              |                              |                              |                              |                              |                             |                             |                                    |                                    |                                    |                                    |                                    |                                    |  |  |  |  |  |  |  |  |  |  |  |  |

## Importanza
Fernando de Alvarado Tezozomoc fu un cronista di una certa fama, appartenente ad un gruppo di cronisti meticci assieme a Fernando de Alva Ixtlilxochitl, Diego Muñoz Camargo e Domingo San Anton y Muñon Chimalpaín.